# Strage di Buonvicino
La strage di Buonvicino è stata una strage commessa il 19 novembre 1996 a Buonvicino, in provincia di Cosenza, dal carabiniere Alfredo Valente contro la moglie e la sua parte di famiglia, per motivi di gelosia.

## Storia
Alfredo Valente era un carabiniere di 33 anni, di stanza a Formia. Era sposato con Genoveffa Salemme detta "Genny", di 32 anni, ma da tempo litigavano e non riuscivano a stare insieme, così lei decise di tornare a casa dei suoi genitori, nella contrada Visciglioso. 
Qualche settimana dopo, il 19 novembre 1996, la Salemme decide di invitare i suoi familiari a una cena a casa dei suoi. Sono presenti oltre ai suoi genitori (Raffaele Salemme, 75 anni, e Marianna Amoroso, 72 anni) anche sua figlia Alessandra di 4 anni, sua sorella Francesca, il cognato Luigi e i loro figli, Fabiana e Marco Benvenuto. Tre giorni dopo la Salemme avrebbe dovuto firmare le carte del divorzio.
Quel giorno Valente dopo aver litigato alle 11 al telefono con la moglie parte da Formia alle 16:30 per giungere a Buonvicino. Poco dopo o durante la cena, verso le 20:30, lui si introduce nella casa dove si trovavano loro e comincia subito a sparare 23 colpi di pistola con la sua pistola d'ordinanza: prima uccide la moglie, poi agli altri suoi parenti, sotto lo sguardo dei tre bambini atterriti. Una volta finita la strage dei parenti adulti, lui avverte i bambini che devono partire per un viaggio con lui, ma Fabiana si getta sul corpo esanime della madre Francesca, venendo a sua volta uccisa.
Valente porta il nipote Marco e la figlia Alessandra sulla sua vecchia Audi 80 e partono verso nord in direzione Brescia per consegnare i due bambini ai cognati Giovanni Salemme e Vianella Balzarini che abitavano a Concesio alle porte di Brescia. ma al km 143 dell'autostrada A21 nei pressi di Castelvetro Piacentino fonde il motore e chiama un taxi e alle 8 raggiunge casa dei parenti a Concesio e dopo un'ora circa, alle 09:00, decide di consegnarsi alle forze dell'ordine di Brescia.

### Conseguenze
Alfredo Valente viene condannato a 30 anni di carcere e ne sconta circa 25, usufruendo di un piccolo sconto di pena per buona condotta. Torna a vivere a Buonvicino, a poca distanza dove si trova Marco Benvenuto, uno dei due sopravvissuti e che nel 2021 aveva 28 anni, deciso a raccontare la sua storia e la strage ormai completamente dimenticata. Proprio nel 2021 sua cugina, Fabrizia Arcuri, decide di pubblicare un libro, scritto insieme al criminologo Sergio Caruso, che ripercorre tutta la strage e la vita delle persone coinvoltevi, "Sangue del mio sangue".